# Eicher EM 600
Der Eicher EM 600, auch Mammut II genannt, ist ein Traktor, den Eicher zwischen 1962 und 1969 baute. Er war von 1963 bis 1969 auch mit Allradantrieb unter der Bezeichnung EA 600 verfügbar. Das Modell zeichnet sich durch seine lang gestreckte Bauform mit niedrigem Schwerpunkt aus und ist aufgrund seiner guten Zug- und Fahreigenschaften sowie der Kippsicherheit besonders für Arbeiten an Hanglagen und im Forst geeignet. Eicher produzierte 600 dieser Traktoren mit Hinterradantrieb und 643 mit Allradantrieb.

## Modellgeschichte
Vorgängermodell des EM 600 ist der ED 310, der ebenfalls als Mammut bezeichnet wurde. Dieser Großschlepper ging ab 1960 mit dem schon älteren 3-Zylinder-Motor vom Typ ED mit 45 PS in Serie. Eicher arbeitete seit 1958 bereits an einer neuen Motorengeneration und brachte 1962 das Nachfolgemodell EM 600 zusammen mit dem neu entwickelten Vierzylindermotor vom Typ EDK auf den Markt. Ein Jahr später folgte die Allradvariante mit der von ZF neu entwickelten Allradvorderachse GLA 2550. Sie konnte über eine vom Getriebe abgeleitete Gelenkwelle mit Hilfe einer Friktionskupplung jederzeit auch unter Last ein- und ausgeschaltet werden.

## Technische Daten
Der Traktor hat einen luftgekühlten Viertakt-Dieselmotor vom Baumuster Eicher EDK 4. Es ist ein Vierzylinder-Reihenmotor mit einem Hubraum von 3927 cm³ (Bohrung 100 mm, Hub 125 mm). Anfangs wurde der Motor mit 55 PS Leistung ausgeliefert, 1964 stieg die Leistung auf 60 PS und drei Jahre später auf 62 PS. Der Motor ist mit einem ZF-Getriebe vom Typ A-216 II verblockt und hat acht Vorwärtsgänge und vier Rückwärtsgänge.
Serienmäßig waren die Motorzapfwelle und die Doppelkupplung mit eingebauter Sparzapfwelle (halbe Drehzahl). Darüber hinaus hat der Schlepper einen Blockkraftheber mit Regelhydraulik.
Der EM 600 (Klammerwerte EA 600) ist 3520 mm (3400 mm) lang, 1900 mm breit und 1700 mm hoch. Der Radstand beträgt 2350 mm (2200 mm) und die Spurweite 1500 mm vorn und hinten. Er wiegt 2975 kg (2980 kg) und erreicht eine Höchstgeschwindigkeit von ca. 20 km/h (im Schnellgang etwa 28 km/h).